# Кофман, Лев Борисович
Лев Борисович Кофман (7 ноября 1936, Василевичи, Гомельская область, БССР — 8 октября 2017, Москва) — спортивный функционер, заслуженный тренер РСФСР, судья всесоюзной и международной категорий. Президент Федерации фристайла России (1994—2007). Председатель Комитета физической культуры и спорта Правительства Москвы (1999—2001). Доктор педагогических наук, профессор. Заслуженный работник физической культуры РФ (1991).

## Образование
В 1962 году окончил Московский государственный педагогический институт им. В. И. Ленина, кафедра физического воспитания по специальности «преподаватель истории, русского языка и литературы, физического воспитания».
В 1988 году защитил кандидатскую диссертацию по теме «Эффективные средства и методы воспитания нравственных качеств в процессе формирования личности юного спортсмена».
В 1998 году защитил докторскую диссертацию на тему «Педагогические принципы и модели организации физкультурно-спортивной деятельности детей и молодёжи». Присуждена ученая степень доктора педагогических наук.

## Профессиональная деятельность
В 1960 году Л. Б. Кофман начал преподавать в Московском областном педагогическом институте на кафедре физического воспитания. Продолжил, с 1965 по 1966 год, старшим преподавателем факультета физкультуры в Московском инженерно-строительном институте им. Куйбышева (МИСИ).
С 1971 года был руководителем Центрального высшего института физической культуры, решением от 25 мая 1988 года преобразованного в Московское городское физкультурно-спортивное объединение (МГФСО). И с 1988 по 1999 год был его генеральным директором.
С 1987 года Л. Б. Кофман был заведующим кафедры физического воспитания в Московском Государственном педагогическом университете (МГПУ) им. В. И. Ленина.
В 1989 году Л. Б. Кофманом была разработана система управления физической культурой и спортом в Москве. В последствии данная система получила одобрение и была рекомендована Министерством образования для применения во всех регионах страны.
В 1991 году назначен заместителем председателя Московского комитета образования.
С 1994 по 2007 год являлся президентом Федерации фристайла России.
В 1998 году, в качестве руководителя Исполнительной дирекции, занимался организацией первых Всемирных юношеских игр прошедших под эгидой Международного олимпийского комитета (МОК).
С 1999 по 2001 год возглавлял Комитет физической культуры и спорта Правительства Москвы (Москомспорт). С 2001 года заместитель Председателя Москомспорта.
В 2002 году по результатам судейства Олимпийского турнира в Солт-Лейк-Сити, Л. Б. Кофманом был направлен официальный протест Президенту Международной Федерации лыжного спорта Жан-Франко Касперу. По мнению  российской делегации, судейство было не объективно и лидирующая в турнире по фристайлу Ольга Королёва заняла только 4 место.
С 2003 по 2009 год Л. Б. Кофман являлся директором Всероссийского научно-исследовательского института физической культуры и спорта (ВНИИФК).
Л. Б. Кофман был членом Президиума Федерации фристайла России, членом исполкома Олимпийского комитета России и советником Президента ОКР, а так же членом исполкома Международной федерации лыжного спорта (FIS). За вклад в развитие Олимпийского движения Л. Б. Кофман был отмечен серебряным Олимпийским орденом МОК. Являлся президентом Международного координационного комитета Всемирных юношеских игр.
Скончался 8 октября 2017 года.

## Научная деятельность
У Л. Б. Кофмана более 60 научных публикаций. Он является соавтором учебника по физической культуре для общеобразовательной школы, первого учебника олимпийских знаний «Твой олимпийский учебник», монографии «Современная система спортивной тренировки» и др.
Основные научные труды, в которых Л. Б. Кофман был автором или соавтором:
- Спортивные классы сегодня и завтра / Л. Б. Кофман. — Москва: Физкультура и спорт, 1981. — 80 с.; 20 см.
- Зигзаги ловкости: Науч.-практическое изд. для преподавателей физ. культуры / И. М. Туревский, В. П. Филин, Л. Б. Кофман. — Тула: Приок. кн. изд-во, 1993. — 206,[2] с.: ил.; 22 см.; ISBN 5-7639-0553-9
- Твой олимпийский учебник: Учеб. пособие для олимпийского образования/ В.С. Родиченко, С.А. Иванов, Л.Б. Кофман и др. — Москва: 1996. — 136 с.: ил.; ISBN 5-85009-460-1
- Основы безопасности жизнедеятельности: Учеб. пособие для учащихся общеобразоват. шк.: 5-6-й кл. / Моск. гор. физкультур.— спортив. об-ние, Моск. ин-т повышения квалификации работников образования; [Кофман Л. Б. и др.]; Под ред. В. Я. Сюнькова. — Москва: Центр инноваций в педагогике : Издатцентр, 1997. — 154 с: ил.; 23 см. — (Московский учебник); ISBN 5-7816-0021-3
- Настольная книга учителя физической культуры / Авт.-сост. Г. И. Погадаев, канд. пед. наук; Под ред. проф. Л. Б. Кофмана. — Москва: Физкультура и спорт, 1998. — 495 с: ил.; 22 см.; ISBN 5-278-00634-X

## Награды и звания
- Заслуженный тренер РСФСР (1979)[1][16];
- Заслуженный работник физической культуры РФ (1991)[1];
- Орден «Знак Почета» (1996)[1];
- Серебряный Олимпийский орден (1999)[1][7];
- Медаль «За доблестный труд в ознаменование 100-летия со дня рождения В. И. Ленина» (1971)[1];
- Золотая медаль ВДНХ СССР (1992)[17];
- Медаль «В память 850-летия Москвы» (1997)[1];
- Благодарность Президента РФ (1998) за участие в подготовке сборной команды РФ к Олимпийским Играм в Нагано (Япония)[17].